# Bonaspeia juliae
Bonaspeia juliae är en insektsart som beskrevs av Davies 1987. Bonaspeia juliae ingår i släktet Bonaspeia och familjen dvärgstritar. Inga underarter finns listade i Catalogue of Life.